# Prowincja Namentenga
Prowincja Namentenga – jedna z 45 prowincji w Burkina Faso.
Ma powierzchnię niespełna 6,5 tys. km². W 2006 roku mieszkało w niej prawie 328 tysięcy ludzi. W 1996 roku na jej terenach zamieszkiwało niespełna 252 tysiące mieszkańców.